# Морозовичи (Львовская область)
Морозовичи (укр. Морозовичі) — село в Старосамборской городской общине Самборского района Львовской области Украины.
Население по переписи 2001 года составляло 300 человек. Занимает площадь 0,84 км². Почтовый индекс — 82080. Телефонный код — 3238.